# Srpska Kuća
Srpska Kuća (em cirílico: Српска Кућа) é uma vila da Sérvia localizada no município de Bujanovac, pertencente ao distrito de Pčinja, na região de Binačko Pomoravlje. A sua população era de 284 habitantes segundo o censo de 2002.

## Demografia
| 1948 | 1953 | 1961 | 1971 | 1981 | 1991 | 2002 |
| ---- | ---- | ---- | ---- | ---- | ---- | ---- |
| 337  | 346  | 342  | 316  | 273  | 278  | 284  |